# Cordova (Illinois)
Cordova és una vila dels Estats Units a l'estat d'Illinois. Segons el cens del 2000 tenia 633 habitants.

## Demografia
Segons el cens del 2000, Cordova tenia 633 habitants, 245 habitatges, i 179 famílies. La densitat de població era de 436,4 habitants/km².
Dels 245 habitatges en un 31,4% hi vivien nens de menys de 18 anys, en un 62,9% hi vivien parelles casades, en un 4,9% dones solteres, i en un 26,9% no eren unitats familiars. En el 24,5% dels habitatges hi vivien persones soles el 13,1% de les quals corresponia a persones de 65 anys o més que vivien soles. El nombre mitjà de persones vivint en cada habitatge era de 2,57 i el nombre mitjà de persones que vivien en cada família era de 3.
Per edats la població es repartia de la següent manera: un 25,9% tenia menys de 18 anys, un 6,5% entre 18 i 24, un 27,6% entre 25 i 44, un 25,9% de 45 a 60 i un 14,1% 65 anys o més.
L'edat mediana era de 40 anys. Per cada 100 dones de 18 o més anys hi havia 98,7 homes.
La renda mediana per habitatge era de 50.000 $ i la renda mediana per família de 59.063 $. Els homes tenien una renda mediana de 45.179 $ mentre que les dones 25.000 $. La renda per capita de la població era de 21.442 $. Aproximadament el 4,2% de les famílies i el 6,2% de la població estaven per davall del llindar de pobresa.

## Poblacions properes
El següent diagrama mostra les poblacions més properes.